# La víspera de la boda
La víspera de la boda (式の前日 Shiki no Zenjitsu?) es un manga josei escrito e ilustrado por Hozumi. Se trata de un volumen único publicado el 10 de septiembre de 2012, el cual recoge diversas historias de la autora publicadas en las revistas Flowers y Rinka de la editorial Shogakukan. En España la obra ha sido publicada por Milky Way Ediciones.

## Recepción
Alcanzó la posición 48 en el ranking semanal de manga de Oricon el 10 de febrero de 2013, vendiendo 273.496 copias.